# Chu Huề vương
Chu Huề vương (chữ Hán: 周携王; ~ 800 TCN - 750 TCN), là một vị vua không chính thức của nhà Chu trong lịch sử Trung Quốc. Vào thời gian trị vì của ông, tại Hạo Kinh đã lập một thiên tử là Chu Bình vương, tạo nên cục diện nhị vương đầu thời Đông Chu.
Ông tên thật là Cơ Dư Thần (姬余臣) hay Cơ Dư (姬余), con trai thứ của Chu Tuyên vương, vị vua thứ 11 của nhà Chu và là em của Chu U vương - vua thứ 12 nhà Chu.

## Sự nghiệp
Cuối thời Tây Chu, anh ông là Chu U vương sủng ái Bao Tự, phế Thân hậu và thái tử Nghi Cữu để lập con Bao Tự là Bá Phục làm thái tử. Thân hầu là cha của Thân hậu hoảng sợ, mời quân Khuyển Nhung vào Hạo Kinh phục hồi lại ngôi vị cho cháu mình. Tuy nhiên sau đó quân Nhung tiến vào Hạo Kinh giết Chu U vương. Thân hầu tỉnh ngộ, liền mời quân các nước chư hầu vào kinh hợp sức đẩy lui Khuyển Nhung. Thân hầu cùng Lỗ Hiếu công, Hứa Văn công lập Nghi Cữu làm vua, tức Chu Bình vương.
Cùng lúc, Quắc công Hàn lập Cơ Dư Thần lên ngôi, tức là Chu Huề vương. Từ đó nhà Chu hình thành cục diện nhị vương.
Sau đó Tấn Văn hầu giết chết Chu Huề vương ở đất Huề. Về năm mất của ông, sử sách ghi là năm thứ 21 nhưng không nói rõ là đời vua nào. Theo Vương Quốc Duy trong cổ bản trúc thư kỉ niên tập giáo là năm thứ 21 của Tấn Văn hầu, tức 760 TCN, lại có ý kiến cho là năm thứ 21 của Chu Bình vương, tức 750 TCN.

## Danh hiệu Huề vương
Theo Xuân Thu Tả truyện chính nghĩa và Trúc thư kỉ niên, viết "Quắc công Hàn lập vương tử Dư Thần ở đất Huề", do đó Huề là một địa danh.
Trúc thư kỉ niên nghĩa chứng quyển 27, chỉ nói Huề là một địa danh, không nói rõ đất ấy ở đâu. Tân Đường thư cho rằng đất Huề nằm ở Ung Châu, có thể là đất phong của Huề Vương trước khi lên ngôi, có thể là một địa danh nào đó ở gần Hạo Kinh.
Đồng Thư Nghiệp trong nghiên cứu về Tả truyện, không công nhận Huề là địa danh.